# Odorín
Odorín – wieś (obec) na Słowacji położona w kraju koszyckim, w powiecie Nowa Wieś Spiska. Pierwsze wzmianki o miejscowości pochodzą z roku 1263.
Według danych z dnia 31 grudnia 2012, wieś zamieszkiwały 953 osoby, w tym 471 kobiet i 482 mężczyzn.
W 2001 roku rozkład populacji względem narodowości i przynależności etnicznej wyglądał następująco:
- Słowacy – 99,43%
- Czesi – 0,11%
- Polacy – 0,11%

Ze względu na wyznawaną religię struktura mieszkańców kształtowała się w 2001 roku następująco:
- Katolicy rzymscy – 94,04%
- Grekokatolicy – 2,75%
- Ewangelicy – 0,23%
- Ateiści – 2,18%
- Nie podano – 0,8%